# Encelia virginensis
Encelia virginensis là một loài thực vật có hoa trong họ Cúc. Loài này được A.Nelson mô tả khoa học đầu tiên năm 1904.